# Église catholique en Chine

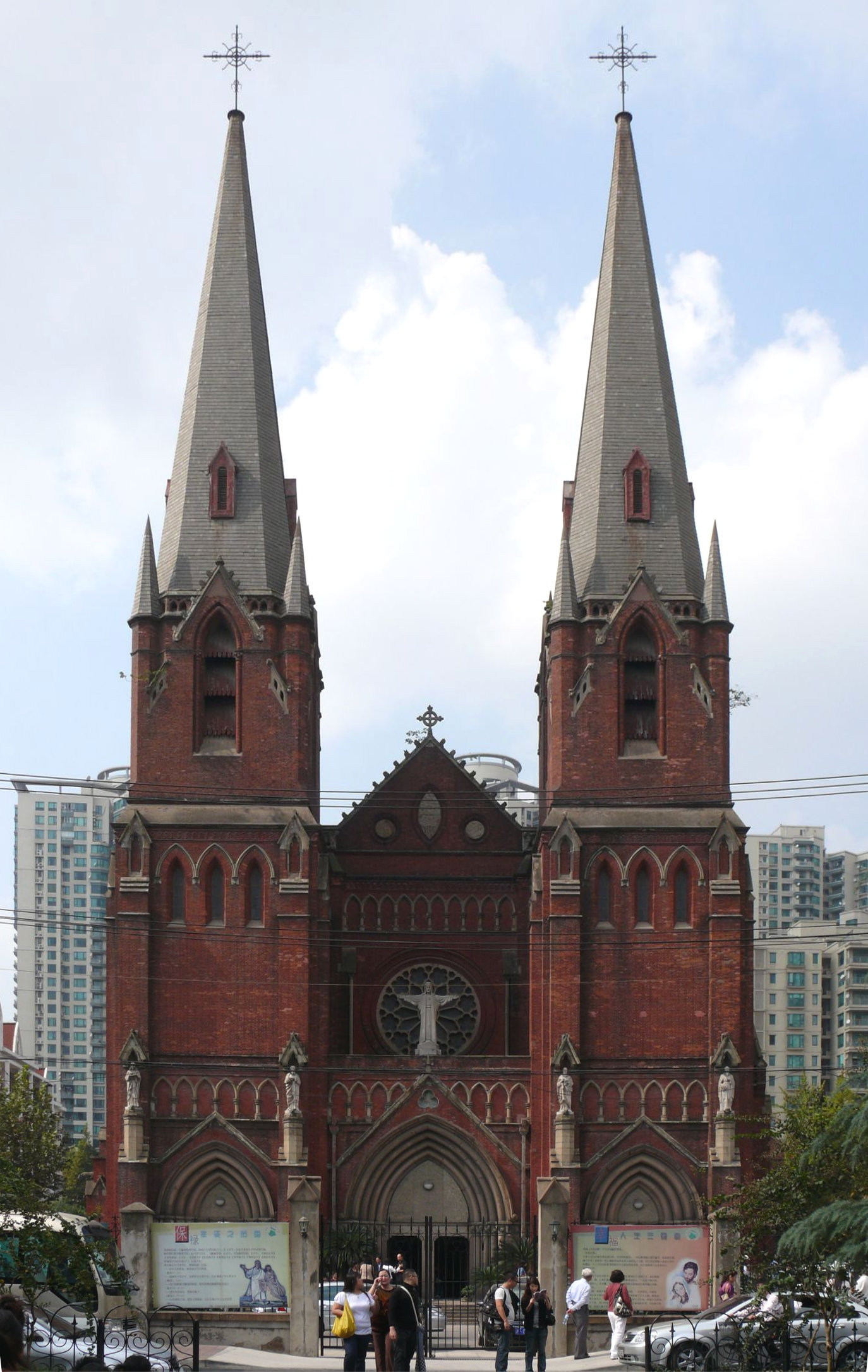
La cathédrale Saint-Ignace de Shanghai

Église catholique en Chine (en chinois simplifié : « 天主教会在中国, Tiānzhǔ Jiào huì  zài zhōngguó » littéralement « religion du Seigneur des cieux en Chine ») peut désigner, soit la communauté locale catholique dépendant du Saint-Siège et donc interdite en république populaire de Chine, soit l’organisme institutionnel dépendant du gouvernement de la république populaire de Chine.
Bien que depuis toujours le Saint-Siège stipule qu'il n’y a qu’une seule Église en Chine et que depuis septembre 2018, le Saint-Siège a le pouvoir d'opposer son veto à tout évêque recommandé par la Chine, dans les faits, depuis 1957 le gouvernement chinois a essayé de nationaliser l’Église, obligeant les prêtres et évêques chinois désirant rester fidèles au Saint-Siège à vivre clandestinement, créant en conséquence une deuxième Église dite « souterraine ».
Cette Église souterraine, bien qu'elle couvre tout le territoire de la Chine, n'est donc pas une église nationale soumise à une juridiction nationale, mais est une union de communautés locales, qui en 1949 (date de la dernière mise à jour des annuaires pontificaux à la suite de l'interdiction,,, de l'Église par le gouvernement chinois) étaient rassemblées en 150 diocèses (20 archidiocèses métropolitains, 85 diocèses et 39 préfectures apostoliques), répartis en 20 provinces ecclésiastiques, soumises à la juridiction universelle du pape, évêque de Rome, au sein de « l'Église universelle ». Ses évêques clandestins ne peuvent prendre le risque de se réunir dans une instance de concertation, et n'ont donc pas de « conférence épiscopale ».
L'Église dite « patriotique de Chine », « officielle » ou « Association patriotique des catholiques chinois » est une église nationale créée en 1957, soumise à la juridiction nationale du gouvernement chinois qui jusqu'à septembre 2018 refusait de reconnaître une autorité étrangère, celle du Saint-Siège, en nommant ses évêques sans demander l'avis du Saint-Siège. Cependant certains de ses évêques affirmaient secrètement leur fidélité au Saint-Siège qui reconnaissait régulièrement ces nominations. Le Congrès national des représentants catholiques élit les représentants de l’« Association patriotique catholique chinoise » et de la « Conférence des évêques de Chine ».
Les estimations du nombre de catholiques « patriotiques » et « clandestins » sont très variables étant donné que la majeure partie sont en même temps secrètement dans les deux églises, rendant complexes toutes mesures statistiques. L’ensemble des catholiques des deux églises sont minoritaires dans une population de 1,3 milliard d'habitants, majoritairement athées (35,3 %), bouddhistes (18,2 %) ou ayant une religion populaire (21,9 %). Selon l'Agence d'information des missions étrangères de Paris, la république populaire de Chine compte en 2010 5,71 millions de catholiques. D'autres sources évoquent le nombre de 9 millions (en 2018), voire de 12 à 14 millions de Chinois catholiques.
Historiquement, l'Église catholique en Chine se développa réellement à partir des premières missions jésuites au XVIe siècle et fut autorisée jusqu'à l’avènement en 1949 de la république populaire de Chine qui interdit toute ingérence étrangère dans le fonctionnement des groupes religieux.

## Histoire du catholicisme en Chine jusqu'à l'avènement de la République populaire

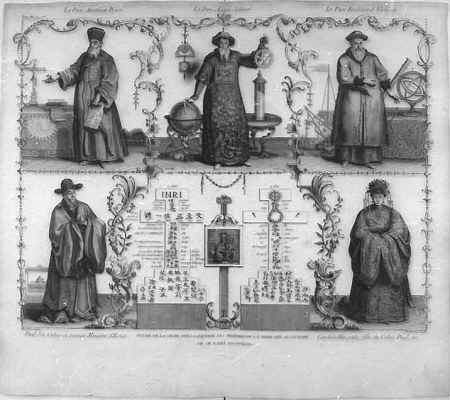
Les pères Matteo Ricci, Adam Schall, Ferdinand Verbiest, Paul Siu, colao ou Premier ministre d'État, Candide Hiu, petite-fille du Colao Paul Siu.

### Premières traces
Les plus anciennes traces de christianisme dans la civilisation chinoise est la présence de chrétiens nestoriens du VIIe siècle, attestée par une stèle retrouvée en 1625 à Chang'an (Xi'an), dite la « stèle nestorienne ». Une première mission franciscaine avec Jean de Montecorvino est présente en Chine entre le XIIIe siècle et le XVIe siècle, durant la dynastie mongole des Yuan. Ceux-là ont dû partir lorsque la dynastie a été renversée. Le christianisme prêché alors ne se préoccupait pas de questions d'inculturation.

### Mission jésuite en Chine
Saint François Xavier fut à l'origine de la première mission jésuite vers la Chine en 1552. Il mourut cependant cette année-là sur l'île de Sancian, sans avoir atteint le continent. En 1582, la Compagnie de Jésus tenta de nouveau de gagner la Chine, avec succès cette fois. Elle introduisit la science occidentale, les mathématiques et l'astronomie. En 1601, l'un des jésuites installés en Asie, Matteo Ricci, fut autorisé à prendre résidence à  Pékin. Les jésuites entreprirent une évangélisation par le haut en s’intégrant au groupe des lettrés. Ils y obtinrent des conversions, mais des querelles internes aux relents nationalistes firent que le christianisme fut bientôt déclaré « secte dangereuse ». La 'solution romaine' à la Querelle des Rites, avec l'interdiction des cérémonies de vénérations des ancêtres, porta le coup de grâce au développement d'une église chinoise.

### XIXesiècle
Les missions catholiques reprirent au milieu du XIXe siècle avec les lazaristes (dont une figure notable est Jean-Gabriel Perboyre), ou - de nouveau - les jésuites, et surtout après la première guerre de l'opium, dans les zones côtières ; le traité de Huangpu (ou Whampoa en cantonais) donnant aux français les droits de construire des églises, d'établir des cimetières et d’évangéliser. Le chef de la révolte des Taiping s’inspira partiellement des enseignements des missionnaires pour construire l'idéologie de son mouvement. Des émeutes xénophobes ont lieu régulièrement contre les concessions étrangères et en premier lieu contre leurs œuvres sociales (massacre de Tientsin par exemple), fondées par les missionnaires. Le point culminant est atteint avec la révolte des Boxers en 1900 et les cinquante-cinq jours de Pékin. Les pavillons noirs sèment la terreur. De plus le pays, frappé par la pauvreté et la violence, est régulièrement ravagé par des inondations, typhons, disettes, famines, épidémies de peste ou de choléra, consommation de psychotropes (opium) et par le phénomène des infanticides (notamment féminin). Chaque crise est l'occasion d'accuser dans la population les « diables de chrétiens ».

### De 1900 à 1949

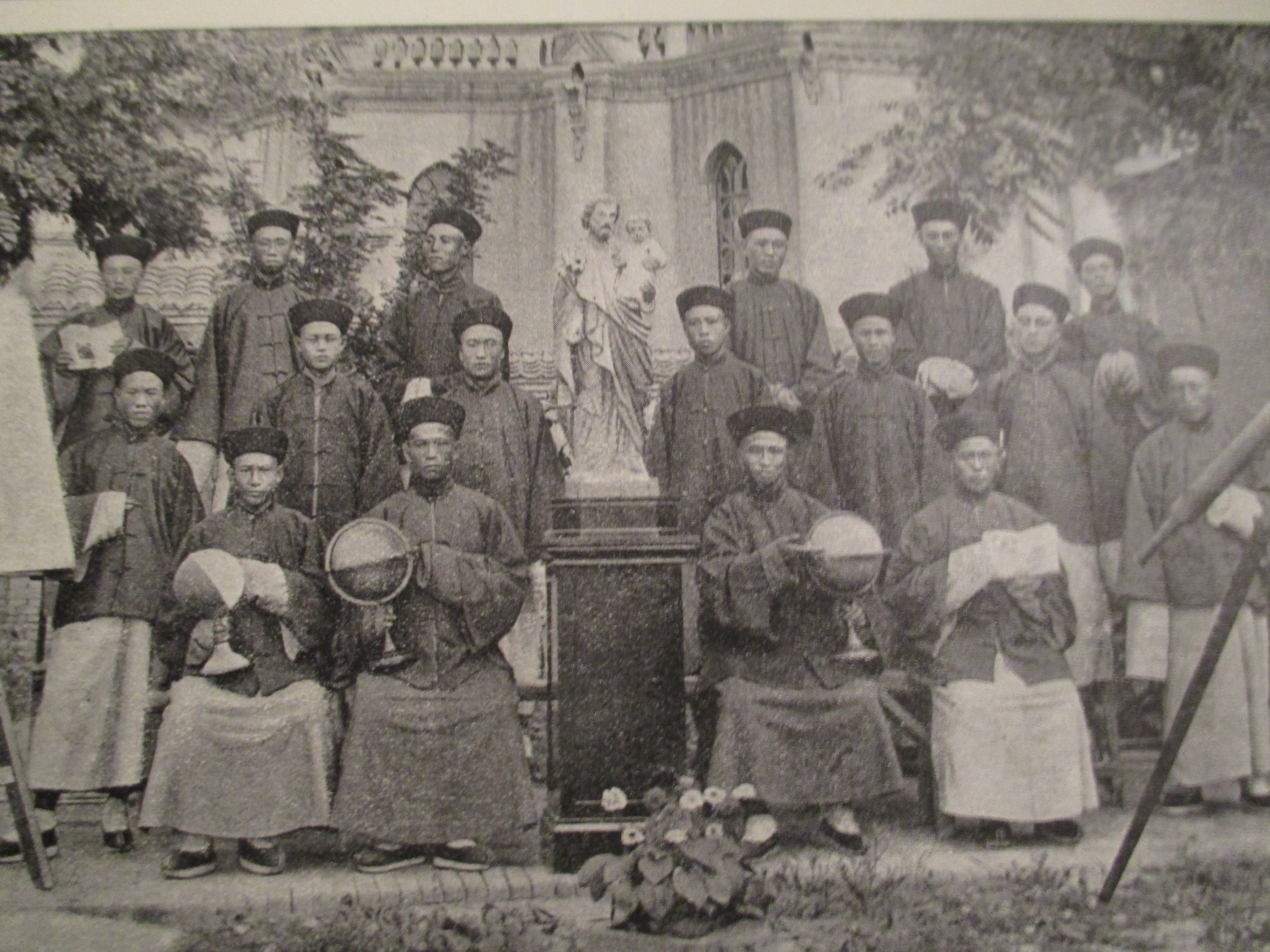
Séminaristes chinois d'une mission jésuite du Tché-Ly en 1900.

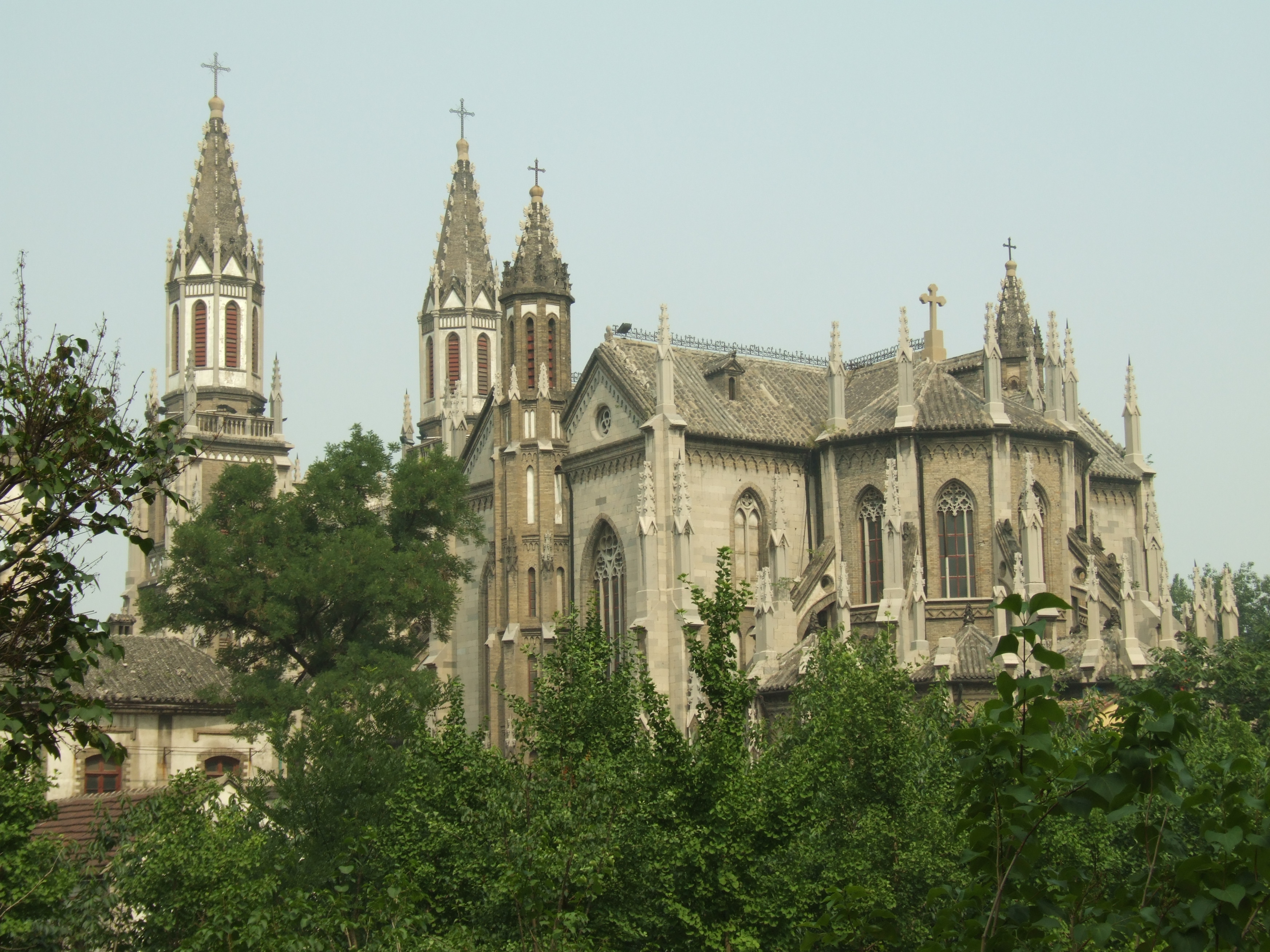
Vue de la cathédrale de Jinan

Jusqu'à l'avènement de la république populaire de Chine, de nombreux échanges culturels sino-occidentaux se font par l'intermédiaire des missions chrétiennes, qui fondèrent des institutions éducatives, des hôpitaux, des dispensaires, des orphelinats, des asiles pour vieillards, des sanatoriums, des universités (comme la célèbre université l'Aurore), des ateliers dans le domaine du bâtiment, de la mécanique, de la charpenterie, des imprimeries, des organes de presse, et également des domaines agricoles, etc.
La France occupe la première place en Chine depuis la fin du XIXe siècle en nombre de missionnaires. Par exemple les évêques (à la tête des vicariats apostoliques et donc recrutant la majorité de leurs missionnaires) sont au nombre de 57 en 1926 ; parmi eux 25 sont Français, 11 Italiens, 4 Hollandais, 5 Espagnols, 5 Allemands, 4 Belges, 1 Portugais et 2 Chinois. La politique du Saint-Siège et de Pie XI est d'accélérer dès les années 1920 l'indigénisation du clergé (comme le prévoyait le père Vincent Lebbe) et surtout de donner une hiérarchie chinoise, le tournant étant l'année 1946. En 1926, les évêques issus des Missions étrangères de Paris (et donc leur clergé missionnaire formant dans leurs séminaires des prêtres chinois) étaient au nombre de 13 ; les évêques issus des lazaristes 12 ; des franciscains 9, des scheutistes 6 ; des jésuites 3 ; des Missions étrangères de Milan 3 ; des dominicains 2 ; des verbistes 2 ; des capucins 1 ; des augustiniens 1 ; des bénédictins 1, des Missions étrangères de Parme 1 ; des Missions étrangères de Rome 1 et du clergé séculier 1. En 1922, une délégation apostolique est érigée en Chine dont le premier délégué est Mgr Costantini. Il préside en 1924 le « concile de Shanghai » qui regroupe les évêques missionnaires (dont le fameux Mgr de Guébriant favorable à une plus grande prise de responsabilité du clergé chinois) afin de mettre en avant l'urgence de la meilleure formation du clergé chinois et de l'obligation de consacrer des évêques chinois, face à la propagation de l'idéologie communiste qui gagne du terrain et la concurrence des missions protestantes. En octobre 1926, Pie XI consacre à Rome les six premiers évêques chinois. En 1928, le Saint-Siège reconnaît la nouvelle république de Chine.
On estime qu’il y avait, avant octobre 1949 (date de la prise de pouvoir par le parti communiste chinois dans tout le pays), une douzaine de sociétés missionnaires de plus de dix pays. Parmi les cent trente-sept diocèses dans le pays, seules vingt-neuf étaient gouvernés par des évêques chinois. Le pays comptait alors trois millions de pratiquants catholiques, concurrencés par les missions protestantes issues souvent de pays anglophones et disposant de fonds financiers plus importants. Tous les missionnaires du pays sont chassés entre 1949 et 1953.

## La république populaire de Chine et les associations patriotiques
Tous les missionnaires du pays sont chassés entre 1949 et 1953, certains sont emprisonnés ou trouvent la mort. La politique de persécution religieuse et des chrétiens en particulier se poursuit jusque dans les années 1980-1990, pour laisser la place à une politique autoritaire de contrôles et de restrictions administratives, les emprisonnements ne se faisant plus qu'à la marge. La période 1966-1980 avec la révolution culturelle est la plus sévère pour les pratiquants chinois avec la fermeture des lieux de culte et l'éradication systématique de toute référence religieuse dans la société maoïste de l'époque.

### 1949-1957
En 1949, la Chine devient communiste et déclare officiellement avoir un athéisme d'État. La Chine n'a donc plus de religions d'État ni officielles, et persécute les religions. Malgré cette interdiction du gouvernement chinois, quelques millions de Chinois restent fidèles au Saint-Siège et forment une Église souterraine ou « clandestine ».
D'un point de vue structurel, l’avènement de la république populaire de Chine avec son gouvernement communiste qui considérait la religion comme « opium du peuple » va mettre en place une politique de persécution systématique des religions : déportation dans des camps, emprisonnement et parfois condamnations à mort. Le régime va très vite s’organiser (entre 1949 et 1952, les missions sont surtaxées et les missionnaires rapidement expulsés).
Concernant les relations entre les catholiques et le Saint-Siège, les autorités mettent en place dans les années 1950 un mouvement dit « patriotique » (comme dans d'autres pays communistes par exemple en Tchécoslovaquie, mais en Chine cette formule rencontre un certain succès), souhaitant que les Églises catholiques chinoises soient gérées par les Chinois eux-mêmes, en dehors de la tutelle du Vatican.
En 1957, certains catholiques chinois quittent l'Église souterraine pour former l'« Église patriotique de Chine » dite « officielle » en s'affiliant à une association nationale, l'« Association catholique patriotique de Chine » mise en place à Pékin par les autorités chinoises qui ne reconnaissent pas l'autorité du Saint-Siège.
La Révolution culturelle lancée en 1966 va accélérer l'éradication des religions. Les religions sont vivement opprimées, et on peut observer une dissension au sein du catholicisme de Chine entre ceux qui obéissent à Rome et ceux qui obéissent à l’Église patriotique.

### 1978-2000
En 1982, l'article 36 de la Constitution stipule que « Les groupements religieux et les affaires religieuses ne sont assujettis à aucune domination étrangère » autorisant ainsi l'Église dite « patriotique de Chine », mais interdisant l'Église souterraine.
Selon la terminologie officielle des autorités chinoises, l'indépendance du christianisme chinois est préservée contre toute ingérence étrangère (expression qualifiant Rome). L'article 36 de la Constitution de la République populaire de Chine met en garde les religions contre la soumission à toute « domination étrangère » et en fait vise à assujettir toutes les religions au contrôle gouvernemental. Ceci vise les catholiques en particulier dont la liberté religieuse est dans les faits rendue impossible.

### XXIesiècle

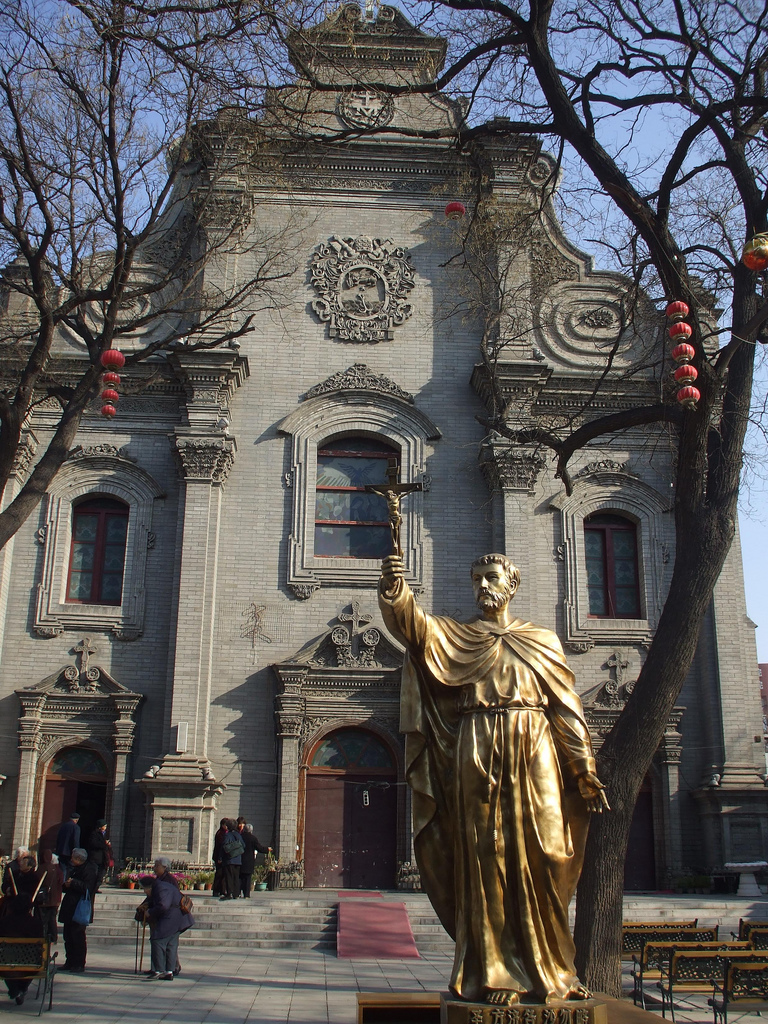
Façade de la cathédrale de l'Immaculée-Conception de Pékin, statue de saint François Xavier.

Les relations restent très tendues entre le régime chinois et le Saint-Siège. Cependant Benoît XVI, dans une lettre de mai 2007, demande l’unité des catholiques de Chine, ne reconnaissant pas la division entre les « deux Églises de Chine », l’une patriotique, l’autre clandestine. On peut cependant constater que cette lettre a été censurée en Chine par le gouvernement. On estime en 2007 qu'il y a entre douze et quatorze millions de catholiques en Chine, cette estimation n'étant pas exacte du fait de la non prise en compte des catholiques dit « clandestins », de l'augmentation de la population chinoise, mais aussi du contrôle du gouvernement chinois.
De 2006 à 2010, on observe une forme d'apaisement relatif, tous les nouveaux évêques sont consacrés avec la double approbation des autorités chinoises et du Saint-Siège. Parallèlement, des évêques qui avaient été consacrés sans l’accord du pape reconnaissent son autorité et obtiennent son approbation. Le schisme semble sur le point de se résorber. Mais la situation se détériore à nouveau à partir de 2010, l'Association patriotique des catholiques chinois commençant à mettre à exécution sa menace d'effectuer une dizaine d'ordinations illicites d'évêques. Une première ordination a lieu en novembre 2010, une seconde prévue en juin 2011 est temporairement reportée grâce à la pression des fidèles et aux protestations du secrétaire de la congrégation pour l'évangélisation des peuples, le Chinois Savio Hon Tai-Fai. Elle a finalement lieu et est suivie d'autres, provoquant une réponse musclée du Vatican, qui rappelle que de telles ordinations entraînent une peine automatique d'excommunication (latae sententiae) pour les nouveaux consacrés, et pour les consécrateurs s'ils n'ont pas agi sous la contrainte.
Après cette période de réchauffement, l'Église catholique chinoise fait de nouveau face à des mesures de rétorsion de la part du régime. Désigné en 2012 à la suite d'un compromis entre l'« Église officielle » et l'« Église souterraine », Thaddeus Ma Daqin devient évêque. Il annonce néanmoins rapidement son retrait de l'Association patriotique, organe permettant au Parti communiste de contrôler les catholiques. Il est par la suite arrêté, le séminaire où il travaillait, fermé, puis envoyé à Shanghaï suivre des cours de socialisme, un « lavage de cerveau » explique l'un de ses amis.
En septembre 2018, un accord est signé entre le Saint-Siège qui a reconnu sept évêques de l'Église patriotique et la Chine qui ne nommera plus d'évêques sans l'accord du Vatican.
En août 2022 Joseph Li Shan (en), archevêque de Pékin, est élu président de l'Association patriotique des catholiques chinois, organisme contrôlé par le parti communiste chinois.

## Personnalités
- « Monseigneur » Fang Xingyao est le président de l'Association patriotique au niveau national[31]
- Yue Fusheng est vice-président de l'Association patriotique et représentant de la province du Heilongjiang. Il est excommunié par l'Église en juillet 2012[32],[33].
- Paul Lei Shiyin est l'un des vice-présidents de l'Association patriotique[34]. Il est excommunié latae sententiae par le Vatican en juillet 2011 après s'être fait consacrer évêque sans mandat pontifical, mais est reconnu en tant qu’évêque de Leshan par l'Association et l'Église officielle[35],[36].

## Relations diplomatiques entre la république populaire de Chine et le Saint-Siège

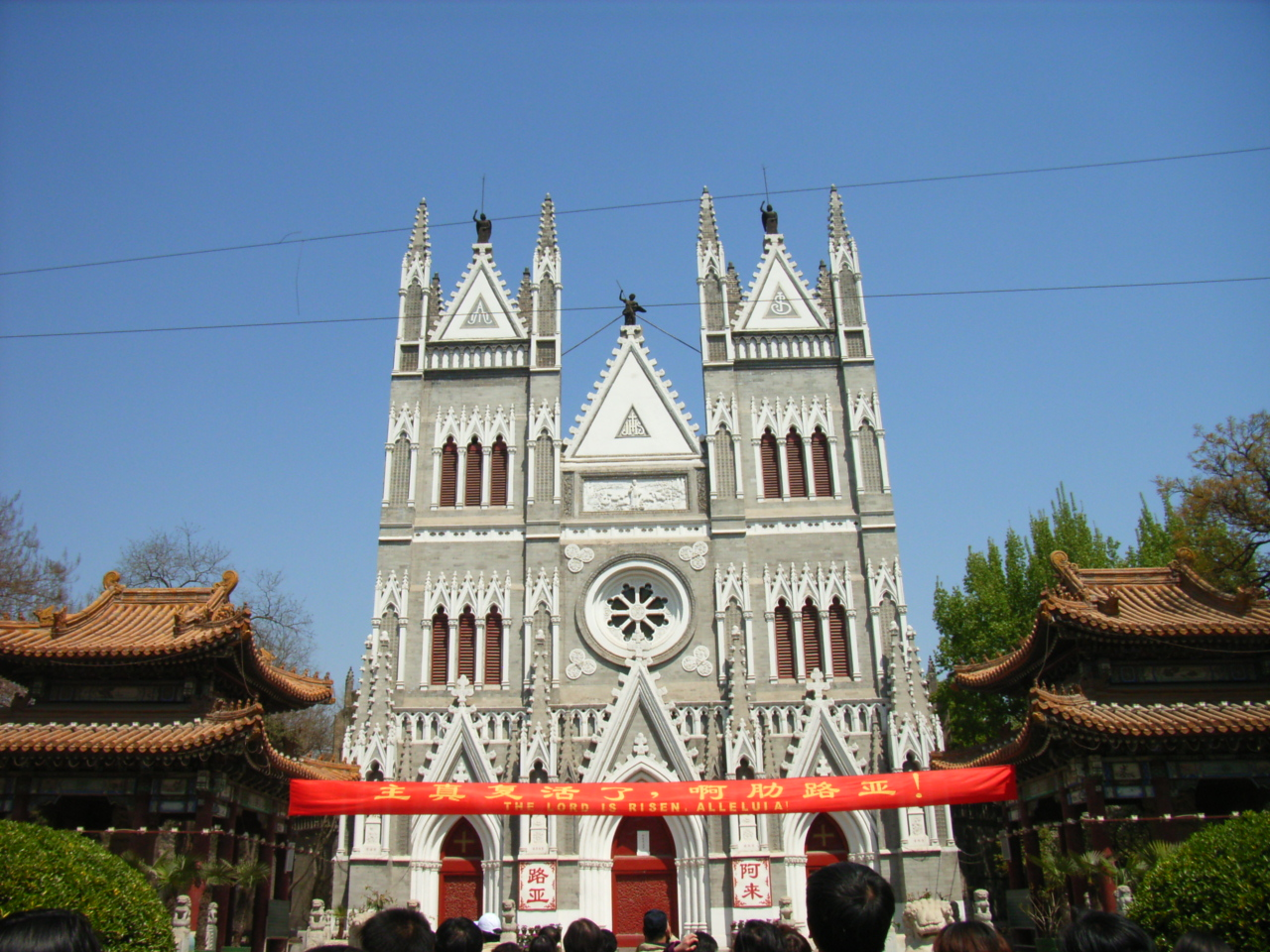
L'église du Sauveur (Xishiku) à Pékin

Le gouvernement de la république populaire de Chine refuse de reconnaître le Saint-Siège et pose deux conditions préalables à l'établissement de relations diplomatiques. Le Saint-Siège devrait d'abord rompre avec le gouvernement de la république de Chine installé à Taïwan. Il devrait ensuite renoncer à toute ingérence dans les affaires intérieures chinoises. Ce dernier point formalise en fait l'interdiction de la nomination des évêques en Chine par le Saint-Siège, ce dernier suivant l'avis en général des communautés locales.
Le samedi 22 septembre 2018 est finalement signé un premier accord entre le Saint-Siège et la république populaire de Chine en présence de Mgr Antoine Camilleri et Wang Chao vice-ministre des affaires étrangères de Chine. La salle de presse du Saint-Siège précise que cet accord n'est pas politique mais se veut pastoral car il ouvre la porte aux nominations d'évêques reconnus par le pape et la Chine. L'accord prévoit aussi la reconnaissance par le pape François de sept évêques chinois nommés avant le début de son pontificat.
Évêque de Fuzhou depuis plusieurs années aux yeux du Saint-Siège, Mgr Pierre Lin Jiashan a été officiellement installé à son siège épiscopal le mardi 9 juin 2020. Cette installation marque la reconnaissance de sa nomination par le gouvernement communiste.
La Chine semble déterminée à donner des gages de bonne volonté au Vatican. Moins de deux semaines après avoir permis à Mgr Pierre Lin Jiashan d’être officiellement installé à la tête du diocèse de Fuzhou, dont il est l’évêque depuis 2010 aux yeux du Saint-Siège, le gouvernement chinois a officiellement reconnu Mgr Pierre Li Huiyuan comme évêque de Fengxiang – charge qu’il occupe depuis 2017. La cérémonie d’installation a eu lieu le 22 juin 2020 en présence de 300 fidèles, un nombre limité en raison du Covid-19, indique l’agence AsiaNews (en) qui rapporte l’information.

## Églises de Chine?
Le fait qu’il y ait des catholiques qui reconnaissent le pape, et d’autres qui ne le reconnaissent pas tend à montrer qu’il y a deux Églises catholiques en Chine. Cependant le pape Benoît XVI, qui refuse cette division, reconnaît régulièrement les nominations des évêques de l’Église dite officielle comme l'affirme Joseph Zen, tout en ne niant pas son autorité sur l’Église dite clandestine. Ainsi pour le pape il n’y a qu’une Église de Chine, cependant le caractère officiel de l’Église change dans la pratique beaucoup de choses pour les catholiques selon qu’ils appartiennent ou pas à l’Église officielle.
Benoît XVI est vivement préoccupé de la situation en 2010, à cause de la consécration d'un évêque, le 20 novembre 2010 de l'Association patriotique sans le consentement de Rome, dans le diocèse de Chengde (Hebei). Cette ordination, qui fait suite à dix ordinations épiscopales en 2010 de l'Église officielle approuvée à la fois par le gouvernement chinois et par le Saint-Siège, brise le difficile consensus qui avait été adopté. Le pape emploie des expressions inhabituellement fortes qui contrastent avec les traditions diplomatiques du Vatican.

### Diocèse de Hong Kong
Le statut du diocèse de Hong Kong est très particulier. Avant la Déclaration commune sino-britannique sur la question de Hong Kong et sa rétrocession en 1997, il était autonome et n'appartenait pas à la Chine dans la mesure où les deux villes étaient colonies européennes. Aujourd'hui ce diocèse fait officiellement partie de la Chine. Cependant la liberté religieuse y est réelle et les problèmes rencontrés en république populaire de Chine n'existent pas dans la mesure où ces villes, ayant un statut particulier, jouissent d'une grande liberté religieuse. Le diocèse de Hong Kong fonctionne comme la majorité des diocèses de l'Église universelle, les évêques y étant nommés par le pape. Il ne s'y trouve pas d'Église clandestine. On estime à deux cent cinquante mille le nombre des catholiques que compte le territoire sur les sept millions d’habitants. L'évêque émérite de Hong Kong, Mgr Joseph Zen, très critique envers le régime communiste et grand défenseur de la démocratie locale, a été nommé cardinal par le pape Benoît XVI le 22 février 2006, afin de renforcer le poids des Chinois dans la hiérarchie catholique.

### Église clandestine de Chine

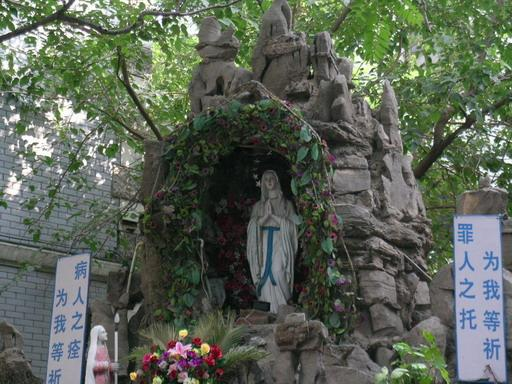
La grotte de Lourdes de la cathédrale de Tianjin

Le rejet officiel de l'autorité du pape, perçue comme « l’interférence d'une puissance étrangère », explique l'existence de communautés catholiques « clandestines ».

### Église officielle de Chine
L’Association patriotique des catholiques est chargée de faire le lien avec les organismes gouvernementaux et d'assurer le respect de la ligne politique officielle à l'intérieur de l'Église. Le contrôle de l'activité religieuse en Chine demeure sans doute très serré mais les religions se développent considérablement depuis un quart de siècle. Le Congrès national des représentants catholiques élit les représentants de l’« Association patriotique catholique chinoise » et de la « Conférence des évêques de Chine ».
On peut noter différentes situations au sein des personnes de l’Église officielle : une partie des évêques des diocèses de l’« Église officielle » seraient nommés par l’Association patriotique catholique, mais ont demandé secrètement la reconnaissance de Rome et l’ont obtenue ; ils sont fidèles à Rome. Le nombre d’évêques dans cette situation serait important, mais il reste difficile à vérifier dans la mesure où il est tenu secret par le Vatican, qui a cependant reconnu officiellement l'existence de cette pratique. Une autre partie des diocèses auraient un évêque nommé par l’Association patriotique catholique, sans l'aval du Saint-Siège et l'évêque ne demandant pas de reconnaissance (et se plaçant ainsi en marge de l'Église catholique).
Michael Fu Tieshan, décédé en 2007, était le directeur de l'association patriotique chinoise.

#### Liste des diocèses de l’église officielle en Chine
Il est important de souligner que ceci est la liste des diocèses de l'Église patriotique de Chine qui ne sont pas les mêmes que ceux mis en place par le Saint-Siège avant la période maoïste. Pour l'Église patriotique de Chine, il n'existe que des diocèses, alors que selon l'organisation originelle, il existe des archidiocèses, des diocèses, des vicariats apostoliques et des préfectures apostoliques, en nombre plus élevé que celui des diocèses de l'Église patriotique. Les évêques reconnus à la fois par Rome et le pouvoir chinois ont donc généralement deux titres, un au regard de l'organisation officielle, et un au regard du Saint-Siège. Par exemple l'archevêque de Pékin pour le Saint-Siège n'est qu'évêque de cette ville pour l'Église patriotique, et il existe des diocèses où l'évêque et ses auxiliaires pour le pouvoir chinois sont pour Rome titulaires de sièges épiscopaux séparés.

## Évêques reconnus par Pékin et Rome
Liste non exhaustive des prélats :

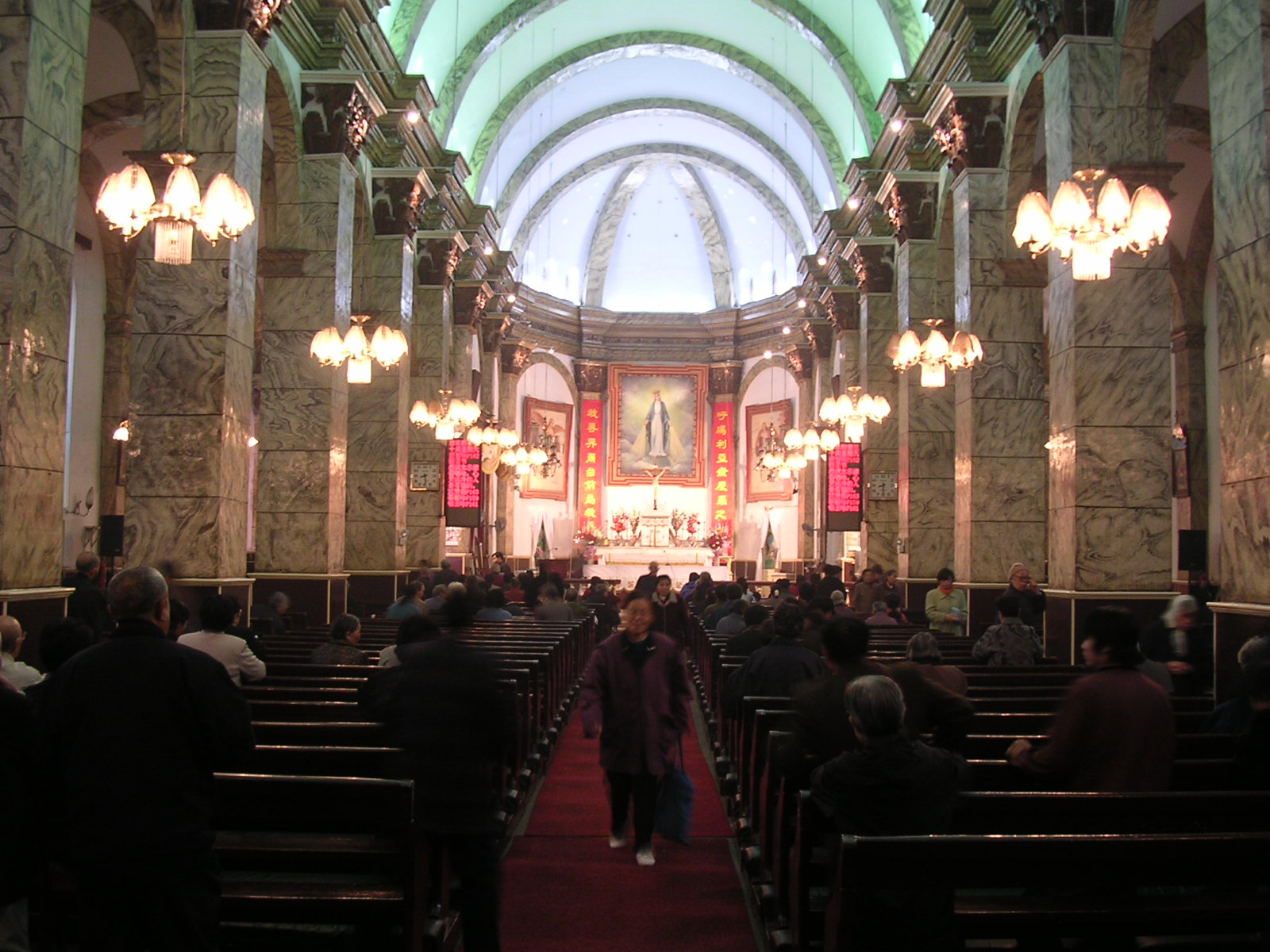
Intérieur de la cathédrale catholique de l'Immaculée-Conception de Pékin en 2003.

- Mgr Joseph Li Shan (en), à la Cathédrale de l'Immaculée-Conception de Pékin, 2007 ;
- Mgr Pierre Shao Zhumin à Wenzhou[49], 2016 ;
- Mgr Pierre Lin Jiashan à Fuzhou, 2020[50].

## Cardinaux chinois
Il y a eu dans l'histoire seulement sept cardinaux chinois. Dans l'ordre chronologique, il s'agit de :
- Thomas Tien Heng-hsin à Pékin, 1890-1967 ;
- Paul Yu Pin à Nankin, 1901-1978 ;
- John Baptist Wu Cheng-Chung à Hong Kong, 1925-2002 ;
- Ignatius Kung Pin-mei à Shanghai, 1901-2000 ;
- Paul Shan Kuo-hsi à Kaohsiung, 1998 ;
- Joseph Zen à Hong Kong, 2006 ;
- John Tong Hon, à Hong Kong, 2012.

## Liste des cathédrales de Chine

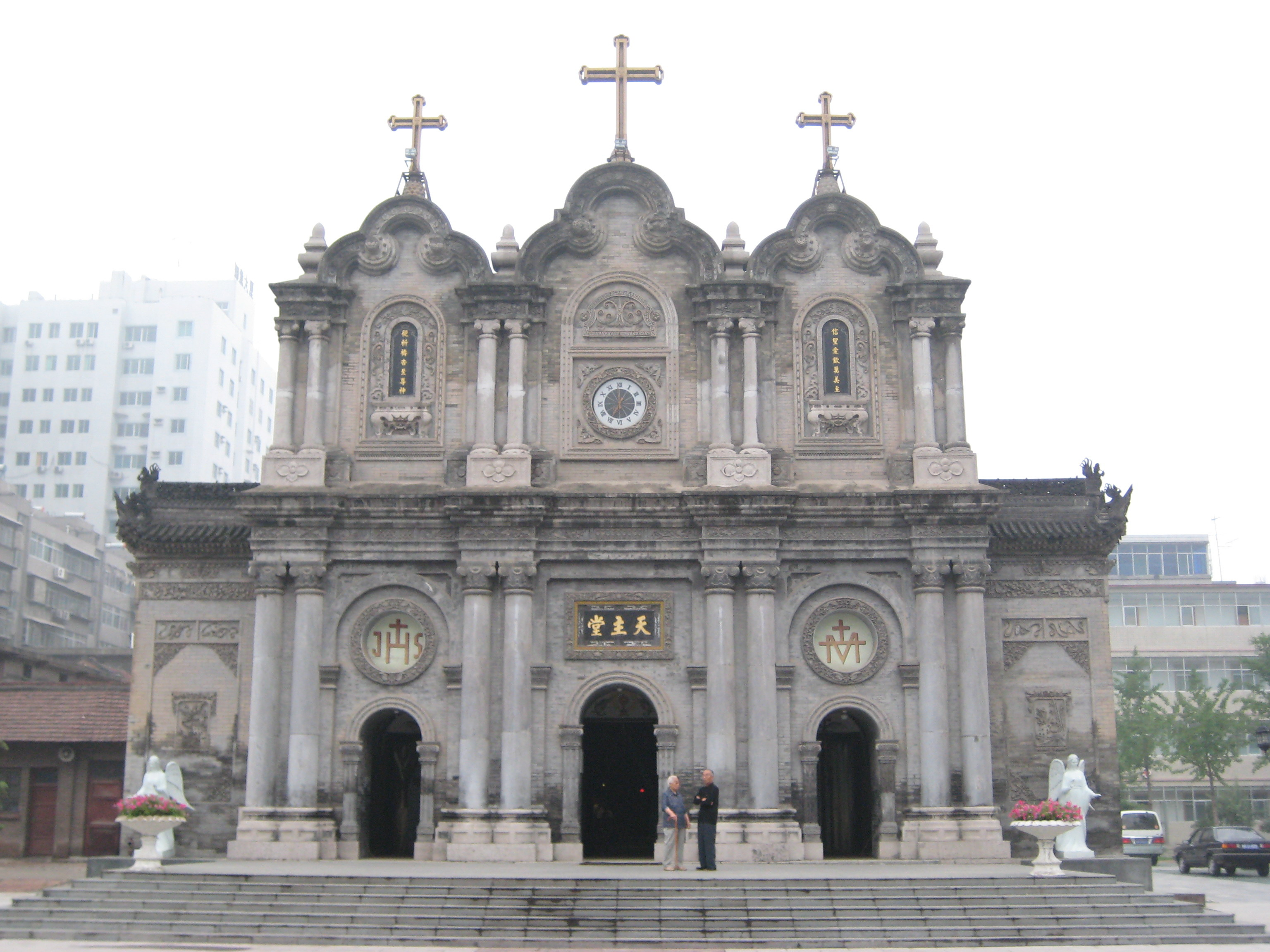
Cathédrale Saint-François de Xi'an.

Recensement non exhaustif des principales cathédrales de Chine.
- Cathédrale du Sacré-Cœur de Shizhi à Canton ;
- Cathédrale de l'Immaculée Conception de Hangzhou ;
- Cathédrale Saint-Ignace de Shanghai ;
- Cathédrale Notre-Dame-des-Sept-Douleurs de Suzhou ;
- Cathédrale Saint-François de Xi'an.

### Quelques saints ou bienheureux de Chine
- 120 Martyrs de Chine
- Auguste Chapdelaine M.E.P. (1814-1856)
- Gabriel-Taurin Dufresse M.E.P. (1750-1815)
- Joseph Freinademetz S.V.D. (1852-1908)
- Jean-Gabriel Perboyre C.M. (1802-1940)
- Maurice Tornay C.R.B. (1910-1949)

### Quelques missionnaires notables
- Nicolas Fiva S.J. (1609-1640)
- Francis Xavier Ford M.M. (1892-1952), martyrisé
- Jean de Montecorvino O.F.M. (1247-1328)
- Paul-Marie Reynaud C.M. (1854-1926)